# What's Your Pleasure?
What's Your Pleasure? è il quarto album in studio della cantautrice britannica Jessie Ware, pubblicato il 26 giugno 2020 dalla PMR Recordings e distribuito dalla Virgin EMI Records (ora EMI Records).

## Tracce
1. Spotlight – 5:31
2. What's Your Pleasure? – 4:38
3. Ooh La La – 3:48
4. Soul Control – 3:59
5. Save a Kiss – 4:02
6. Adore You – 3:45
7. In Your Eyes – 4:58
8. Step into My Life – 3:37
9. Read My Lips – 4:03
10. Mirage (Don't Stop) – 4:47
11. The Kill – 4:37
12. Remember Where You Are – 5:34

Note
- La canzone Mirage (Don't Stop) contiene elementi tratti dalla canzone del 1983 Cruel Summer interpretata dal gruppo musicale femminile britannico Bananarama.